# Ротон, Роберт Чарльз
Роберт Чарльз Ро́тон (англ. Robert Charles Wroughton; 15 августа 1849 — 15 мая 1921, Чизик, Мидлсекс) — британский натуралист, был офицером индийской лесной службы с 1871 по 1904 г.
Был членом Бомбейского общества естественной истории. После выхода на пенсию в 1904 году, стал постоянным работником музея естественной истории в Лондоне. Проводил значительные исследования млекопитающих с 1911 года. Примерно 50 000 образцов были собраны им в течение двенадцати лет, в основном небольших млекопитающих, стало предметом публикации сорока семи статей и описаний нескольких новых видов. Описал следующие таксоны животных: Cremnomys cutchicus, Cricetomys emini, Funambulus pennantii, Trachypithecus shortridgei. В честь учёного названы многие виды муравьёв (Cardiocondyla wroughtonii) и один вид летучих мышей — Otomops wroughtoni (Thomas, 1913).

## Труды
- 1918: Bombay Natural History Society’s Mammal Survey of India, Burma and Ceylon
- 1919: Summary of the results from the Indian mammal survey of Bombay natural History Society
- 1920: Summary of the results from the Indian Mammal Survey of the Bombay Natural History Society